# Église Saint-Etienne (Stockholm)
L'église Saint-Etienne (en suédois : Stefanskyrkan) est une église située dans le quartier de Vasastaden à Stockholm, en Suède,.

## Présentation
L'église Saint-Étienne est une église de la paroisse Saint-Jean qui fait partie du diocèse luthérien de Stockholm. 
L'église a été construite en 1904 et est située à Frejgatan 20B, à l'extrémité sud de Vanadislunden à Vasastaden, dans le centre-ville de Stockholm.

## Architecture

### Extérieur

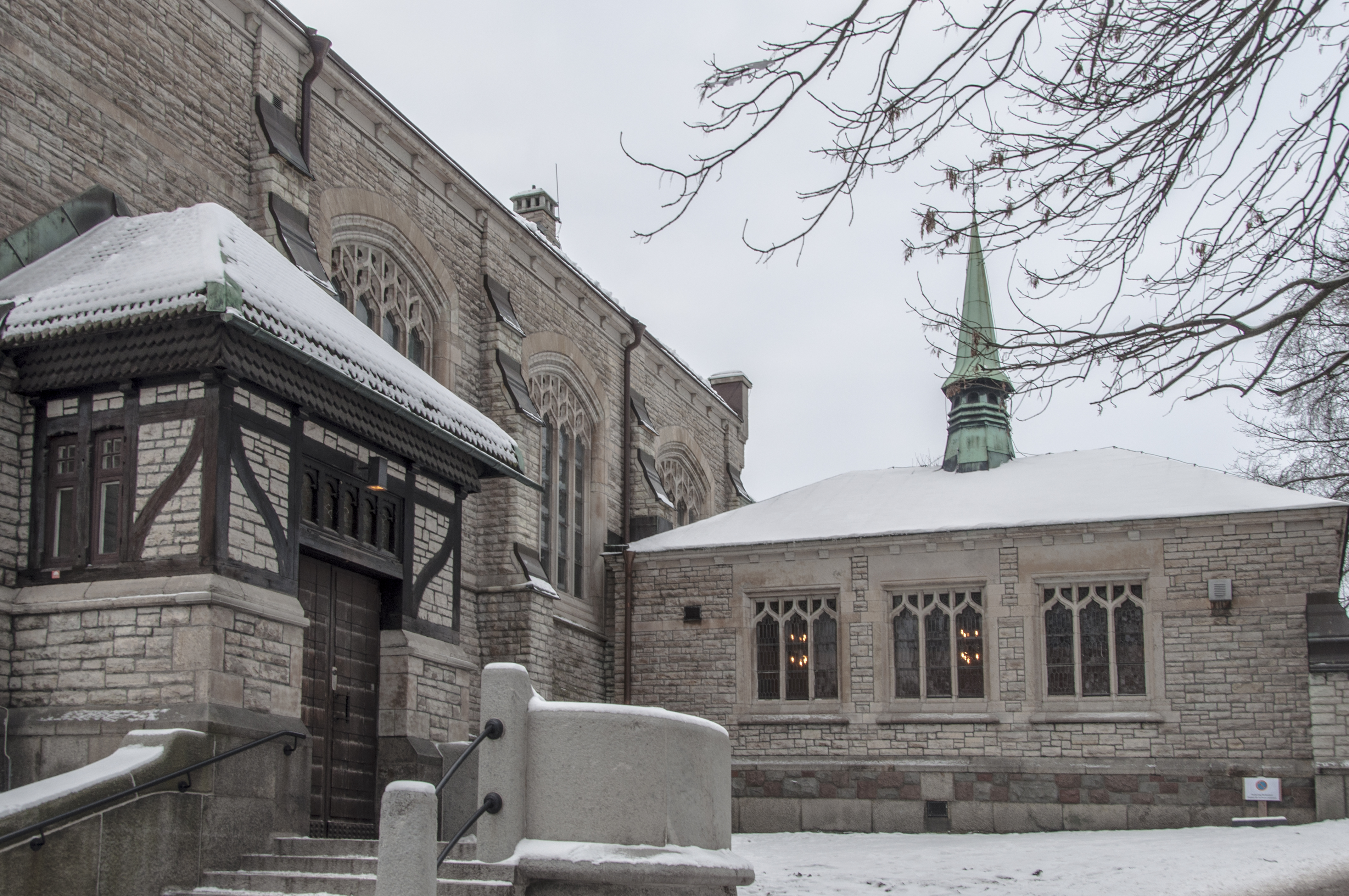
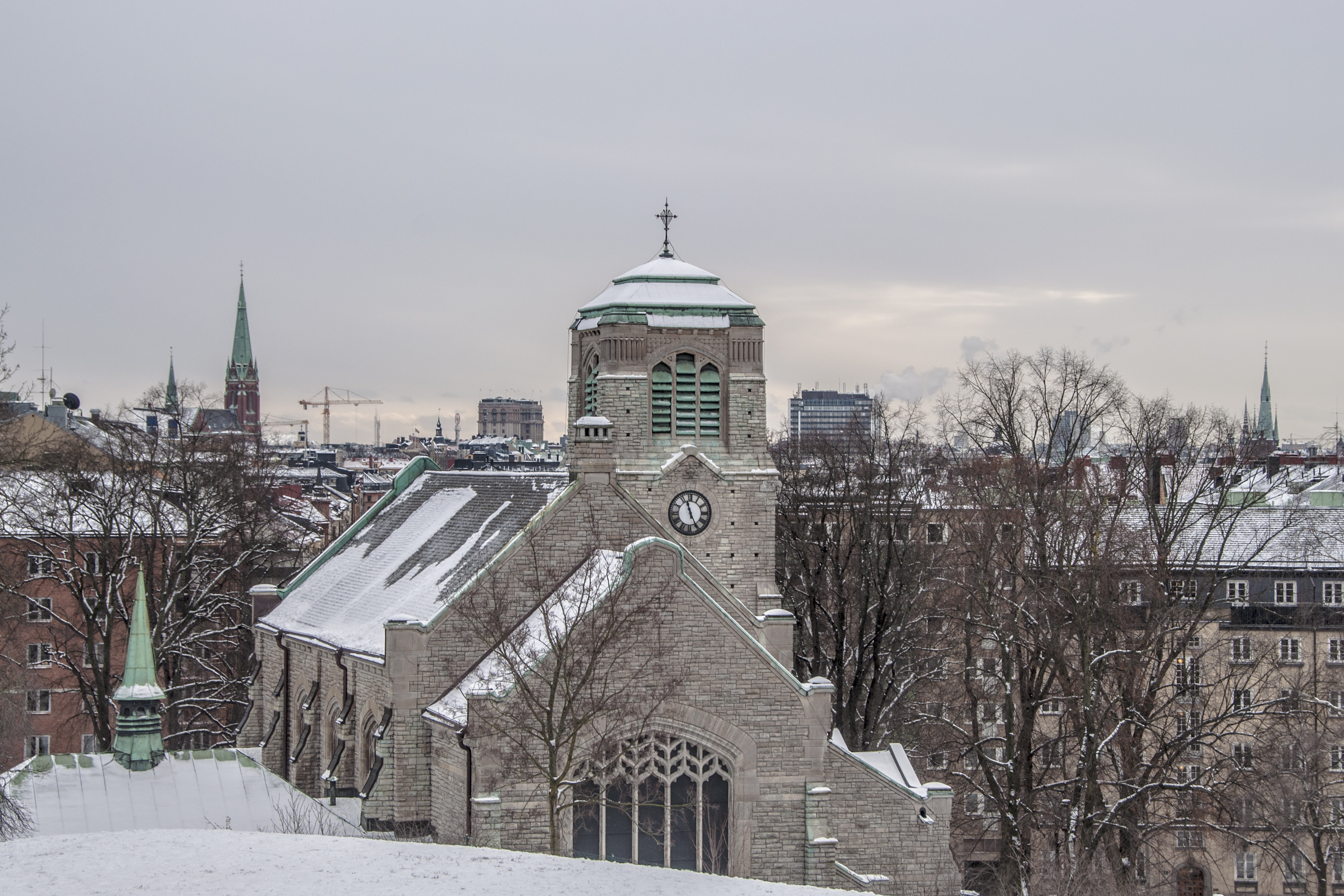
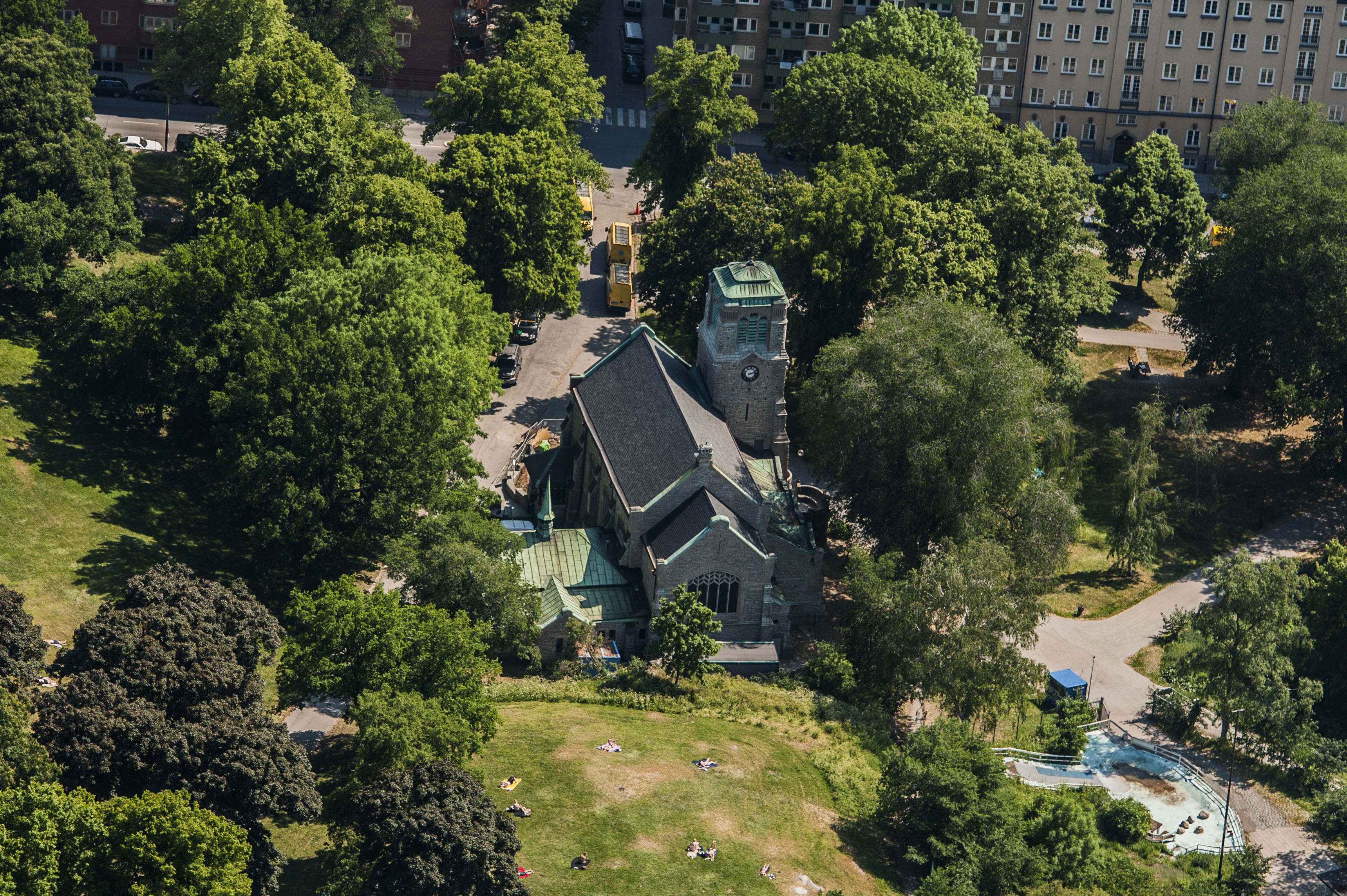

L'église à deux nefs est orientée nord-sud avec le chœur au nord. L'entrée principale se fait par la tour au sud-ouest. 
La nef de l'église est éclairée par des fenêtres entourées d'arcs brisés en pierre calcaire. L'œuvre est de style gothique tardif. L'église repose sur une fondation en granit qui, en raison de la pente du terrain, est élevé au sud. Les façades sont revêtues de grès de Närkes clair, appelé grès des Lingulids. Le pignon sud est orné d'un crucifix en pierre réalisé par le sculpteur Carl Eldh. Extérieurement, le bâtiment est lié au style victorien anglais du XIXème siècle, mais avec certaines caractéristiques Art nouveau.

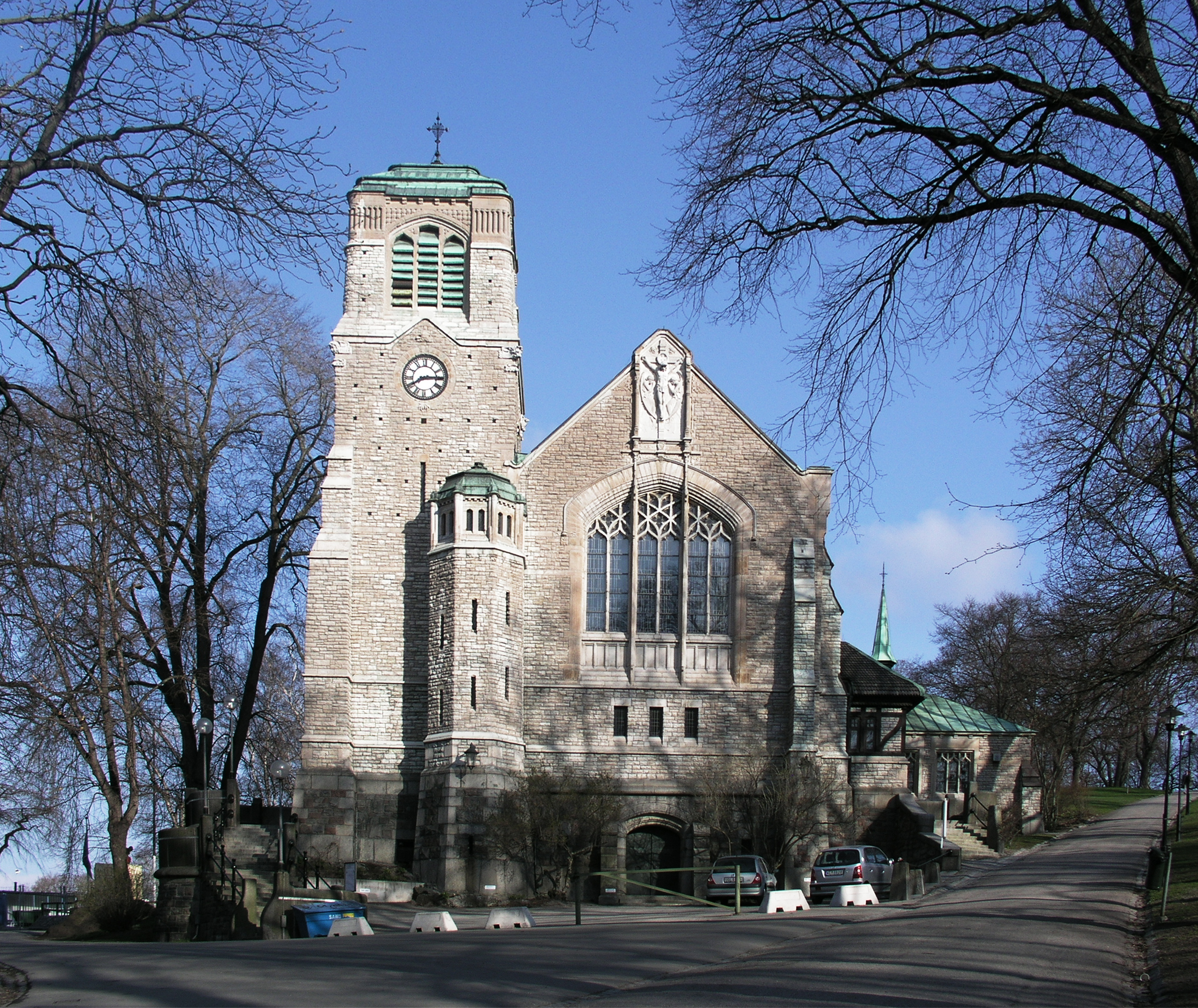
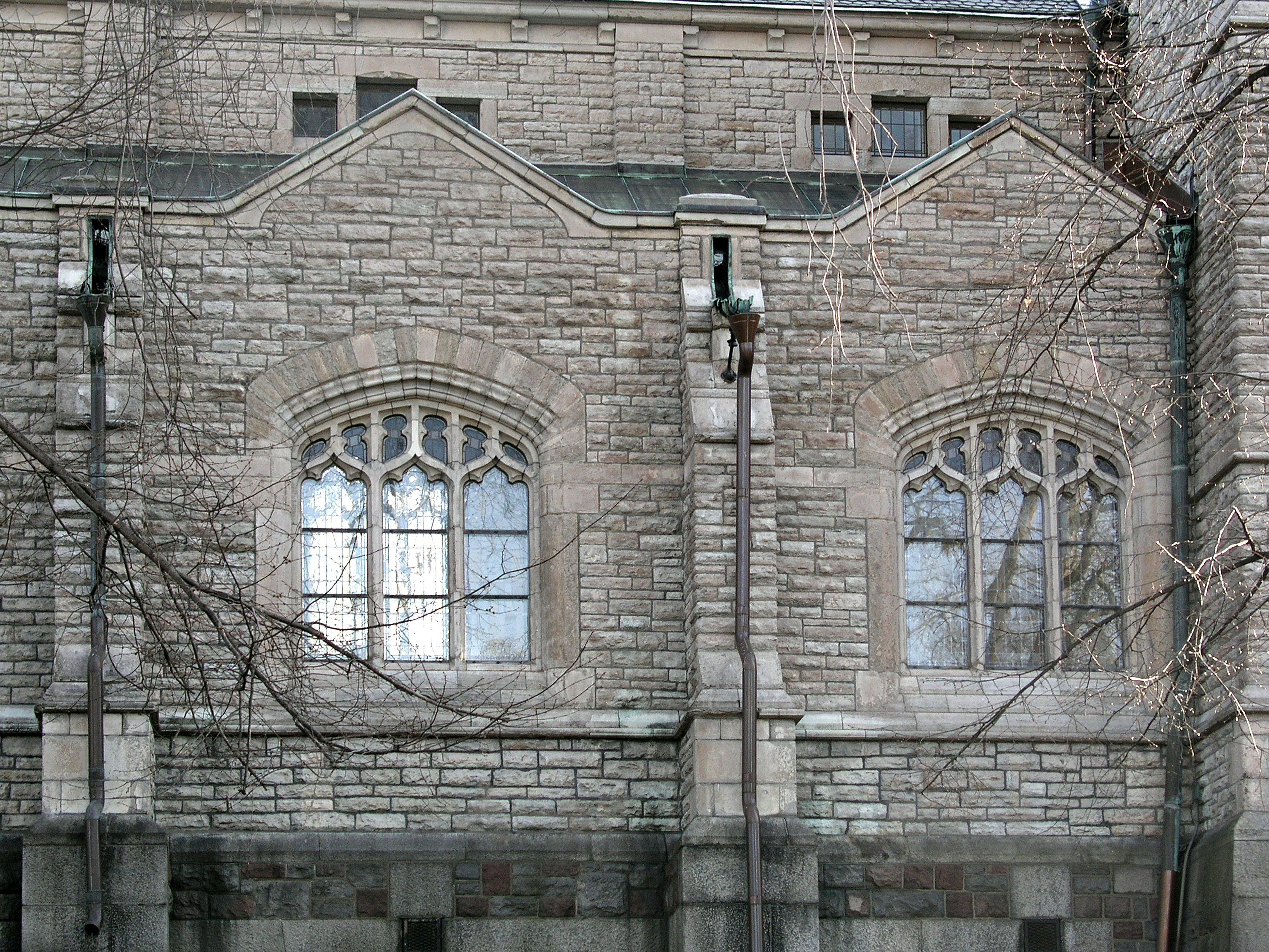
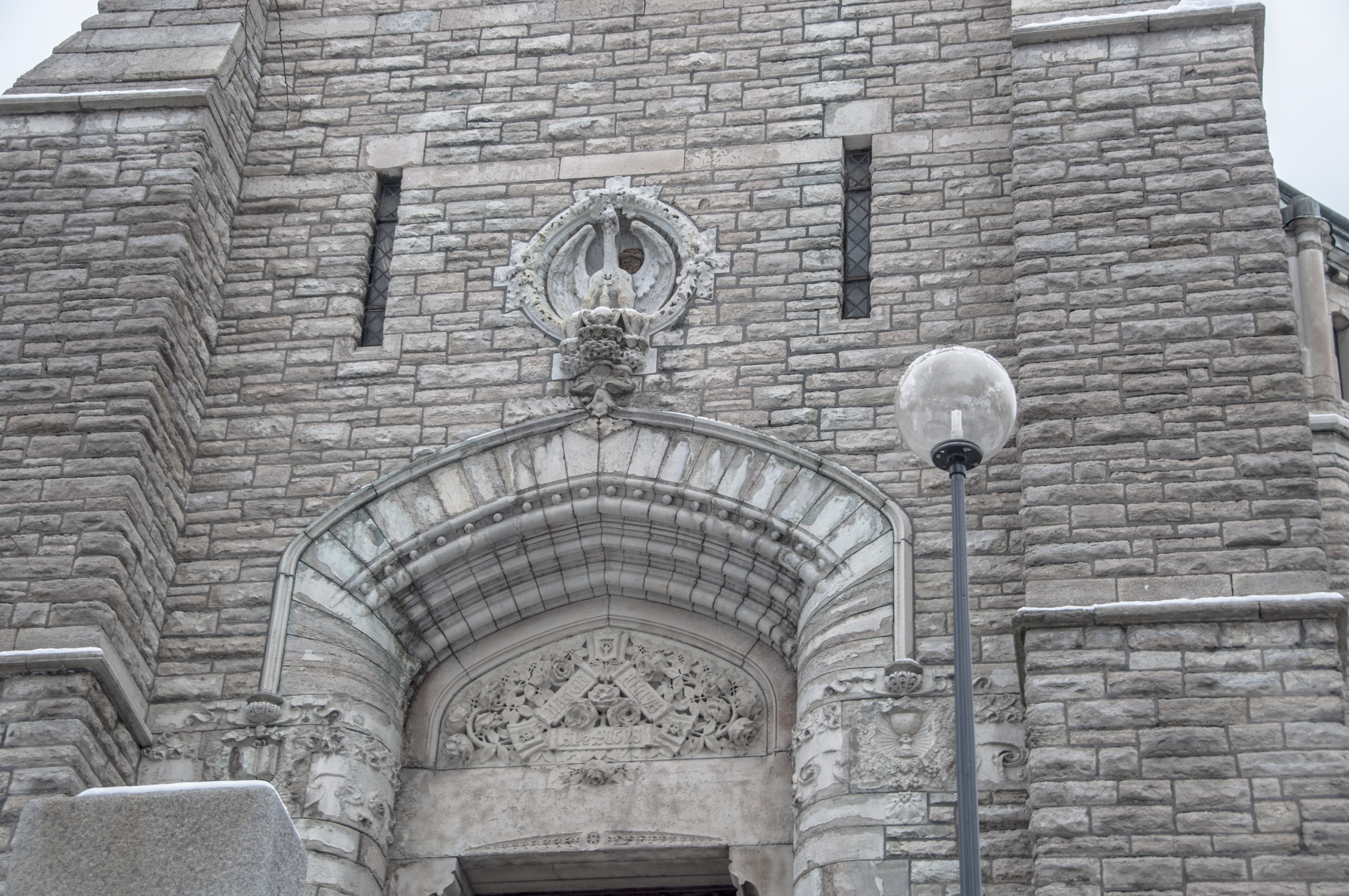

### Intérieur
La nef a des murs blanchis à la chaux et un parquet en bois  La construction est ouverte avec un décor en bois sculpté. 
Le chœur est dominé par le retable, qui a la forme d'un triptyque, avec dix peintures d'Einar Forseth, ajoutées lors d'une reconstruction dirigée par Isak Gustaf Clason en 1926. 
Le grand retable central de l'autel représente la résurrection de Jésus, les autres tableaux montrent l'histoire des souffrances de Jésus et le tableau du haut représente l'ascension.

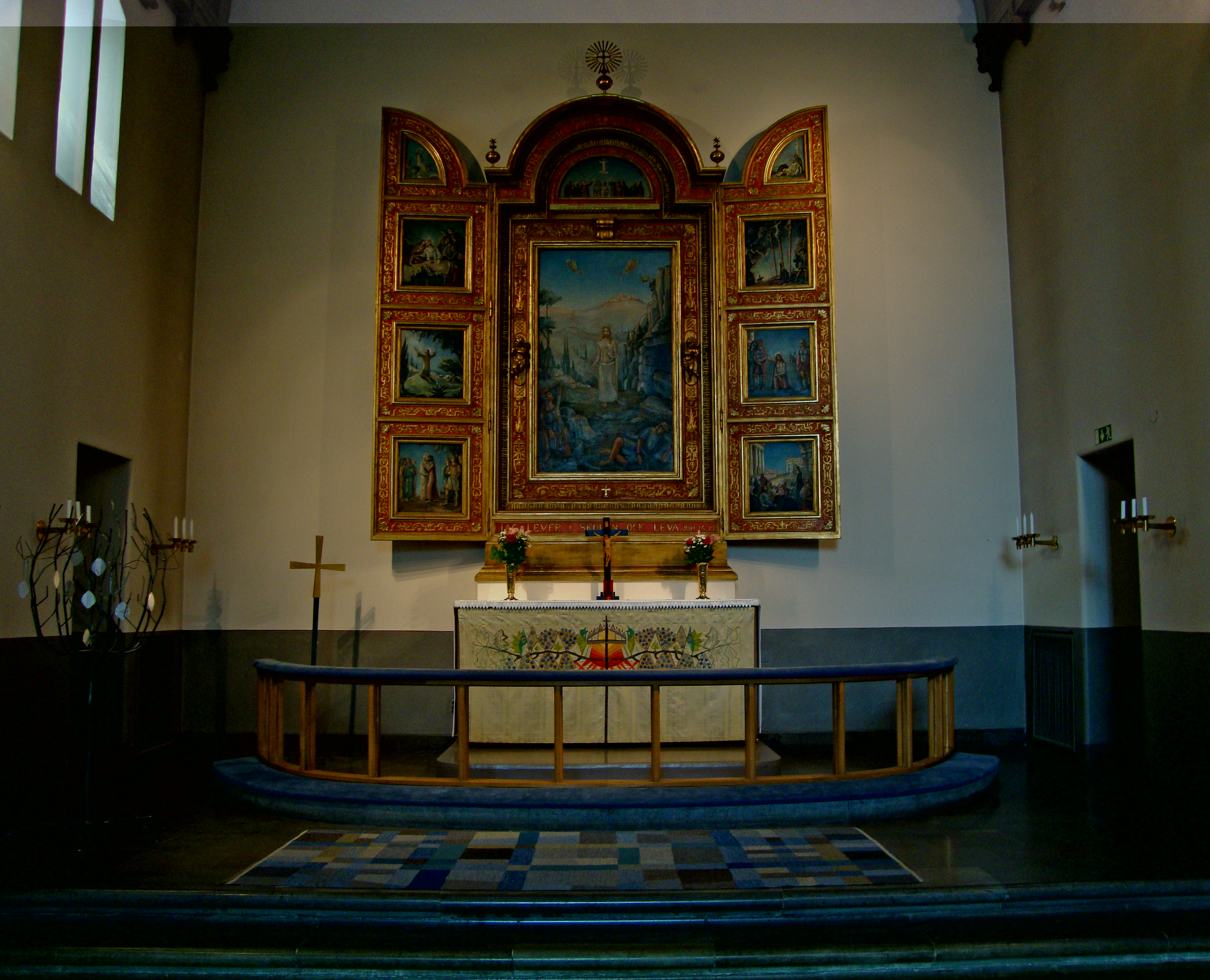
Petit autel avec peintures de  Einar Forseth.
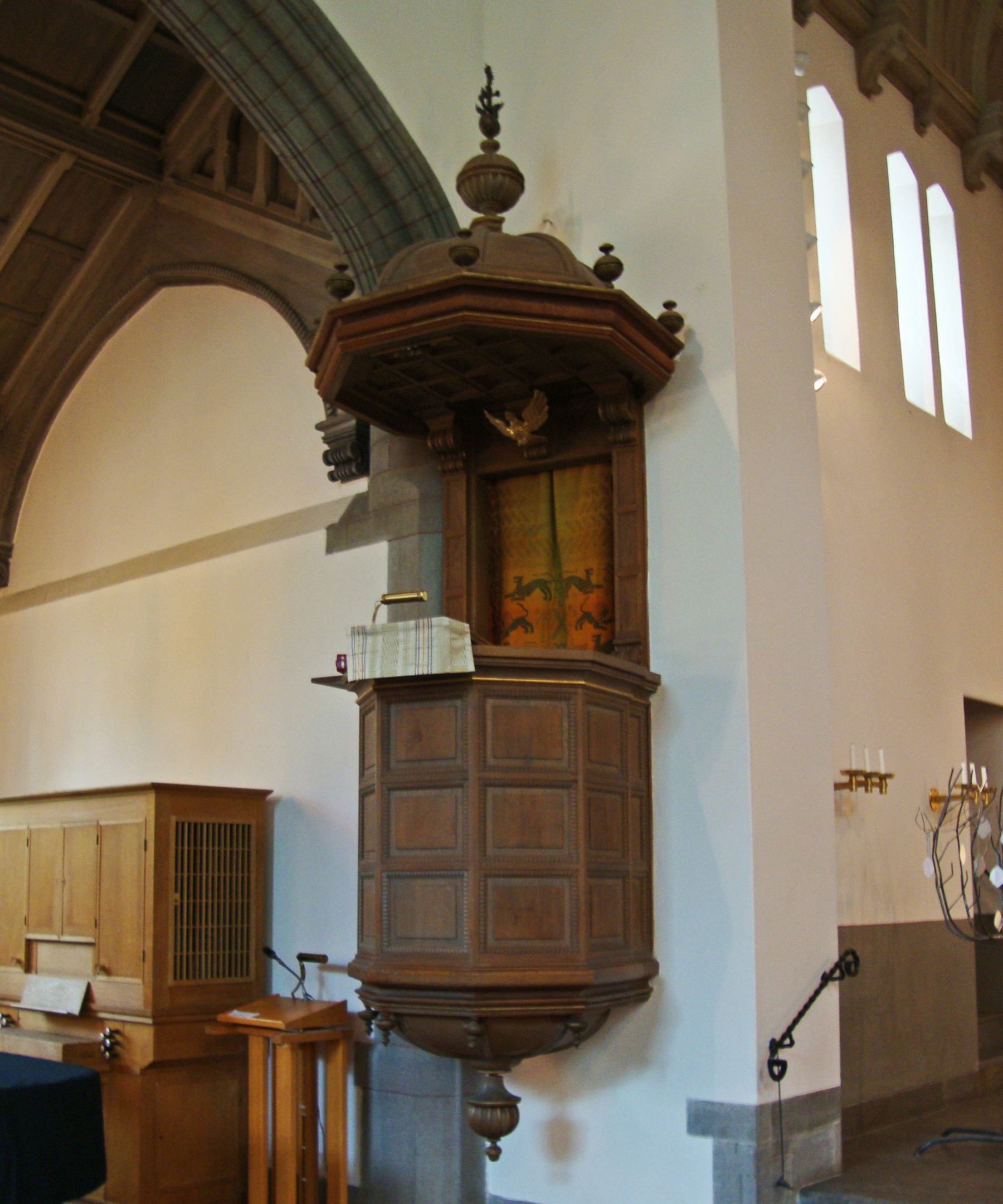
Chaire.